# Santa Rosa de Cabal
Santa Rosa de Cabal − miasto w Kolumbii, w departamencie Risaralda. W 2007 miasto liczyło 80 000 mieszkańców.